# The Highwomen
The Highwomen is een Amerikaanse country supergroep bestaande uit Brandi Carlile, Natalie Hemby, Maren Morris en Amanda Shires. De groep is opgericht in 2019 en bracht in september van dat jaar hun titelloze debuutalbum uit. Het nummer "Crowded Table" van het album werd bekroond met een Grammy Award. Het idee voor de groep ontstond bij Amanda Shires, die de vrouwelijke tegenhanger wilde oprichten van de mannengroep de The Highwayman, een supergroep uit 1985 met de country-musici Johnny Cash, Waylon Jennings, Kris Kristofferson en Willie Nelson. Het idee was niet om een supergroep te starten maar een beweging te starten, met als doel meer vrouwelijke country-artiesten op radio en festivals te krijgen . Brandi Carlile, voorvechtster van vrouwenemancipatie, sloot zich hierbij aan. 

## Fotogalerij

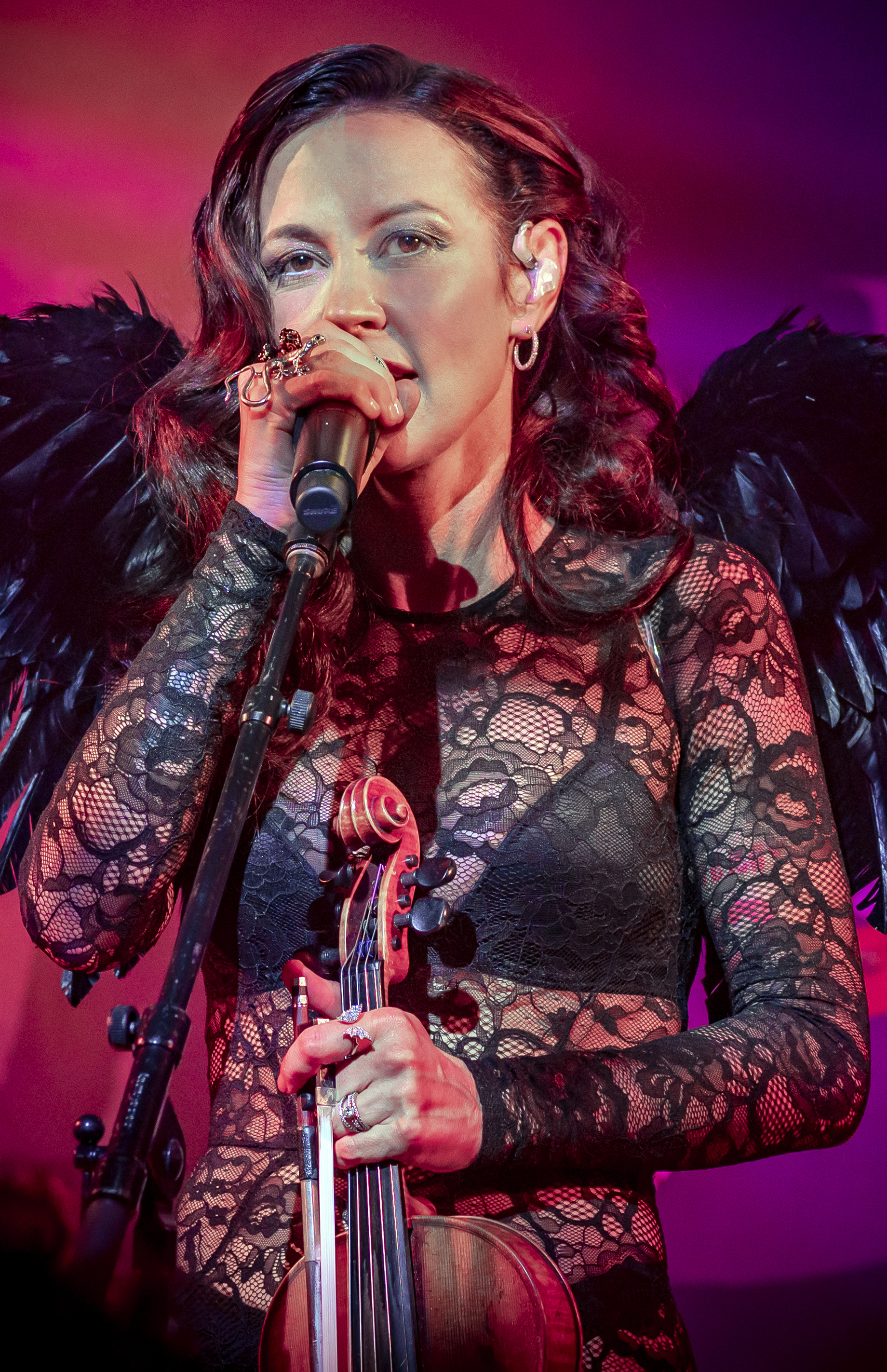
Initiatiefneemster Amanda Shires (Troubadour, 10 okt 2022).
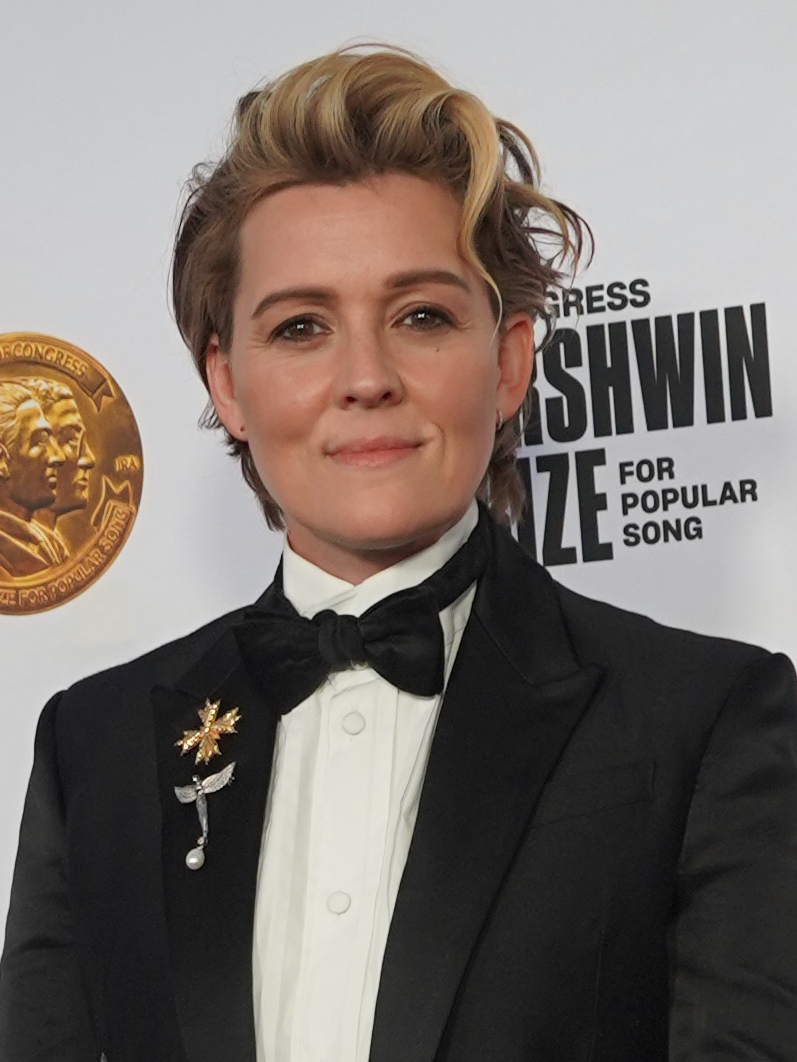
Brandi Carlile bij de uitreiking van de Gershwin Prize 2024.
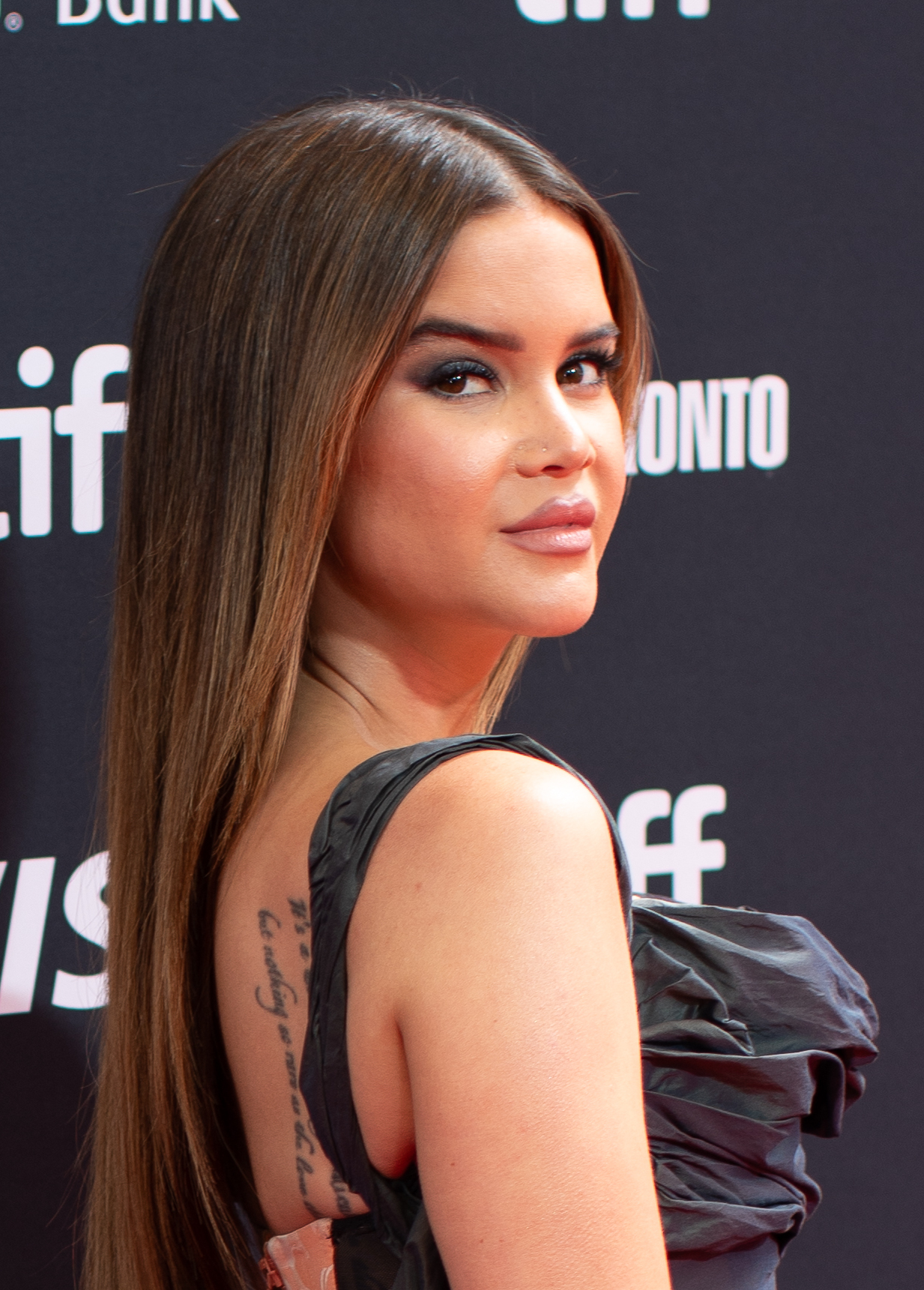
Maren Morris op het Toronto International Film Festival 2024.
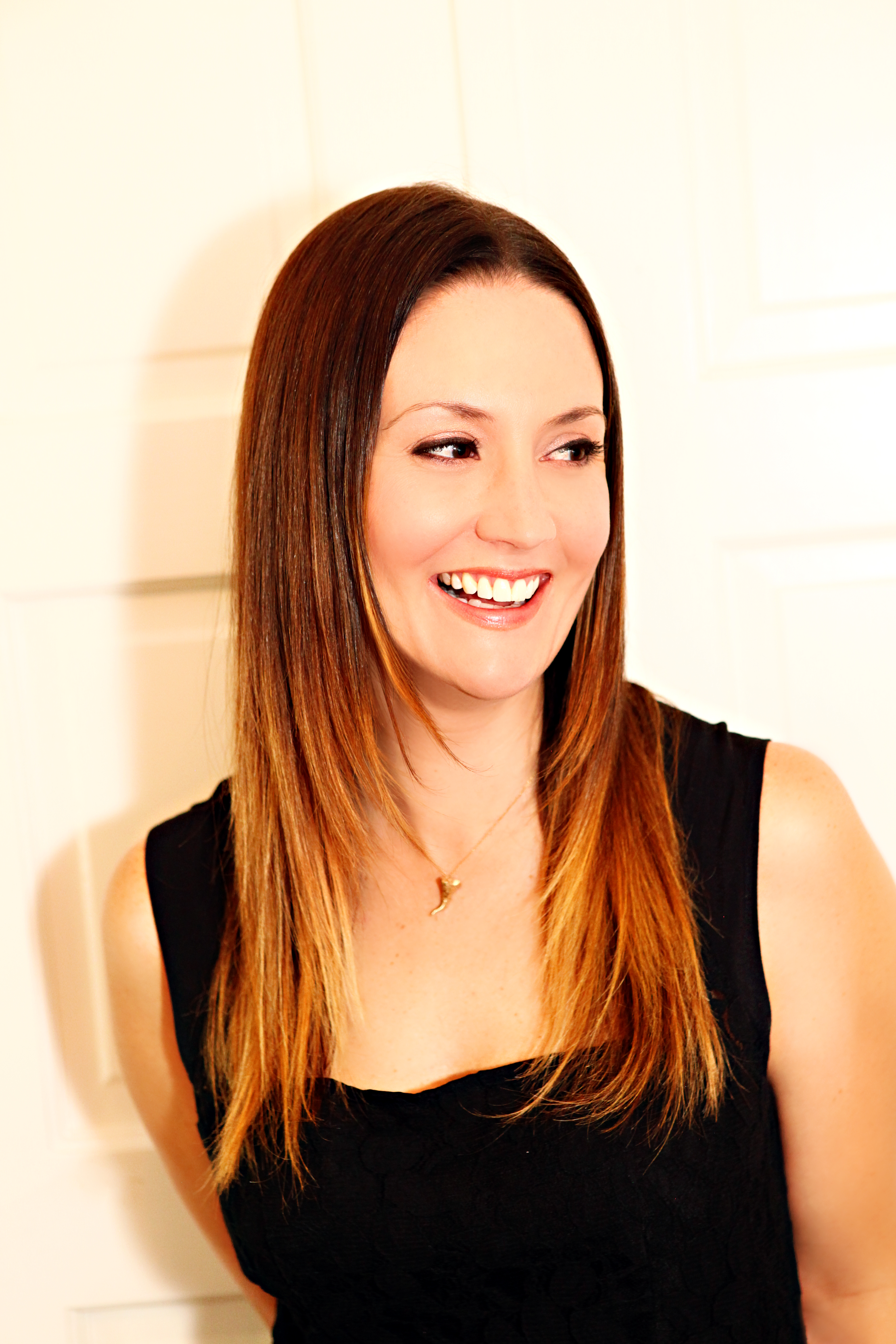
Natalie Hemby.

## Geschiedenis
Het project werd januari 2019 door Shires in een radio-interview bekend gemaakt. Producer Dave Cobb stelde voor Brandi Carlile te vragen mee te doen. Deze was enthousiast en vroeg op haar beurt Maren Morris zich bij het project aan te sluiten. Het eerste wat Carlile en Shires deden om hun Highwomen-missie te starten, was het originele "Highwayman"-nummer, dat Johnny Cash, Waylon Jennings, Willie Nelson en Kris Kristofferson gebruikten voor hun groep, samen met songwriter Jimmy Webb te herschrijven voor hun eigen band. In het voorjaar werden samen met Maren Morris in de RCA Studio A van producer Dave Cobb in Nashville de eerste opnames gemaakt, met vocale steun van soulzangeres Yola Carter en achtergrondzang van Sheryl Crow. In eerste instantie had het trio het idee om een kwartet te vormen met een vrije vierde plaats voor gastmusici.
Op zoek naar repertoire kwam het trio uit bij songwriter en zangeres Natalie Hemby. Toen het trio in april optrad ter ere van de 87e verjaardag van Loretta Lynn werd Hemby gevraagd mee te doen. De plannen voor een album en een debuut op het Newport Folk Festival met Dolly Parton haalden haar over.
Op 26 juli 2019 om 5 over half zes 's middags debuteerde de groep, in maatpakken van Manuel Cuevas, op het Newport Festival met het nummer "Highwoman". Als voorproefje van hun aankomende album brachten zij met Carlile als leadzangeres "If She Ever Leaves Me", geschreven door Shires en haar toenmalige echtgenoot Jason Isbell en Chris Thompkins, volgens Isbell het eerste "homocountrynummer". Andere nummers die werden uitgevoerd waren "My Only Child", een ode aan "suburban moms" uitgevoerd door Hemby, die het nummer schreef met Shires en Miranda Lambert, "Loose Change", een knipoog naar country uit de jaren 70 geschreven door Morris, Daniel Layus van Augustana en Maggie Chapman, met Morris als leadzangeres en "Cocktail and a Song", dat door Shires werd geschreven ter ere van haar vader.
Op 19 juli 2019 werd hun titelloze debuutalbum aangekondigd, samen met de release van de single "Redesigning Women". Het tv-debuut van de groep was op 30 juli in “The Tonight Show with Jimmy Fallon". Op 6 september volgde de release van het album, dat een 10e plaats bereikte op de Billboard 200. Het album werd geproduceerd door Dave Cobb, die ook gitaarwerk verzorgde. Andere musici waren Phil Hanseroth (achtergrondzang, bas, gitaar en percussie), Tim Hanseroth (achtergrondzang en gitaar), Jason Isbell (gitaar), Peter Levin (keyboard,  mellotron, piano, strijkinstrumenten, Wurlitzer) en Chris Powell (drums, percussie).
Na de release van hun album heeft de band nog maar zelden samen opgetreden. In 2022 speelden ze "Somewhere Down The Road" tijdens de Kennedy Center Honors ter ere van Amy Grant, een van de gehuldigden. Ze speelden ook "Coal Miner's Daughter" tijdens een tribute-show na het overlijden van Loretta Lynn, waarbij Brittney Spencer Morris verving.

## Het Highwoman-lied
De titelsong van het debuutalbum was een bewerking van het "Highwayman"-nummer van Jimmy Webb, dat door door Glen Campbell op zijn gelijkname album verscheen, maar een hit werd in de versie van The Highwayman, toen nog onder de naam "Nelson, Jennings, Cash, Kristofferson". Het nummer gaat over een ziel met incarnaties op vier verschillende plaatsen in de tijd en geschiedenis. Het Highwoman-lied gaat over vier vrouwenzielen, die zich door de geschiedenis opofferen voor een hoger doel. Dit wordt geïllustreerd met een Hondurese immigrant die sterft terwijl ze haar kinderen de grens over krijgt (gezongen door Carlile), een genezeres uit Salem, die wordt geëxecuteerd wegens hekserij (Shires), een vrijheidsstrijder (gastvocalen van Yola) en een pionierpredikant (Hemby).